# Knattebrauta
Knattebrauta (norwegisch für Felsvorsprungshang) sind eine Reihe Nunatakker im ostantarktischen Königin-Maud-Land. In der Sverdrupfjella ragen sie mit nordost-südwestlicher Ausrichtung 6 km nördlich der Robinheia auf.
Erste Luftaufnahmen entstanden bei der Deutschen Antarktischen Expedition (1938–1939) unter der Leitung des Polarforschers Alfred Ritscher. Norwegische Kartographen, die sie auch deskriptiv benannten, kartierten sie anhand geodätischer Vermessungen und mittels Luftaufnahmen der Norwegisch-Britisch-Schwedischen Antarktisexpedition (NBSAE, 1949–1952) und Luftaufnahmen der Dritten Norwegischen Antarktisexpedition (1956–1960).